# Bagnatica
Bagnatica är en ort och kommun i provinsen Bergamo i regionen Lombardiet i Italien. Kommunen hade 4 358 invånare (2018).